# En haut de la pente douce
En haut de la pente douce est une série télévisée québécoise en 76 épisodes de 25 minutes en noir et blanc scénarisée par Roger Lemelin et diffusée du 7 octobre 1959 au 28 juin 1961 à la Télévision de Radio-Canada,.
On y retrouve des membres de la Famille Plouffe. La première saison a aussi été produite parallèlement en anglais et diffusée sur le réseau CBC sous le titre The Town Above.

## Fiche technique
- Scénarisation : Roger Lemelin
- Réalisation : Jean Dumas et Guy Leduc
- Musique : Alex North
- Société de production : Société Radio-Canada

## Distribution
- Roland Chenail : Fred Chevalier
- Doris Lussier : Père Gédéon
- Jean Coutu : Aimé «Ti-Mé» Plouffe
- Juliette Pétrie : Amélie Chevalier
- Monique Miller : Louise Bardou
- Catherine Bégin : Diane Chevalier
- François Lavigne : Gérant de banque
- Christiane Delisle : Margot
- Gilles Pelletier : Denis Boucher
- Dominique Michel : Thérèse Thibault
- Denise Pelletier : Pauline Chevalier
- Charlotte Boisjoli : Pauline Chevalier
- Yvon Thiboutot : Pierre Chevalier
- Louis Turenne : Denis Chevalier
- Amanda Alarie : Joséphine Plouffe
- Monique Aubry : Charlotte
- Jacques Auger : Charles Savard
- Maurice Beaupré : Arthur Ferland
- Ginette Bellavance : Monique Boucher
- Claude Blanchard : Ben Campeau
- Pierre Boucher : Psychiatre
- Nicole Braün : Nicole Chevalier
- Hervé Brousseau : Adolescent
- Rolland Bédard : Onésime Ménard
- Serge Deyglun : Émile Perreault
- Jean Doyon : Robert
- Victor Désy : Pit
- Jean-Pierre Ferland : Marcel Fournier
- Nicole Filion : Raymonde
- Bertrand Gagnon : Dr Miller
- J. Léo Gagnon : Chef de police
- Jacques Galipeau : Professeur
- Blanche Gauthier : Florida
- Paul Guèvremont : Théophile Plouffe
- Jean-Paul Kingsley : Monseigneur
- Madeleine Langlois : Mlle Chenevert
- Roger Lebel : Joseph
- Georges Leduc : Chef pilote
- Ginette Letondal : Flora Plouffe
- Armand Marion : Notaire
- Guy Mauffette : Dr Vaudry
- Clairette Oddera : Fanny
- Guy Provost : Père Alexandre Plouffe
- Claude Préfontaine : Chicot
- Gilles Rochette : Détective
- Guy Sanche : Roger Chevalier
- Nana de Varennes : Démerise Plouffe